# Lista de partidos políticos na Suíça

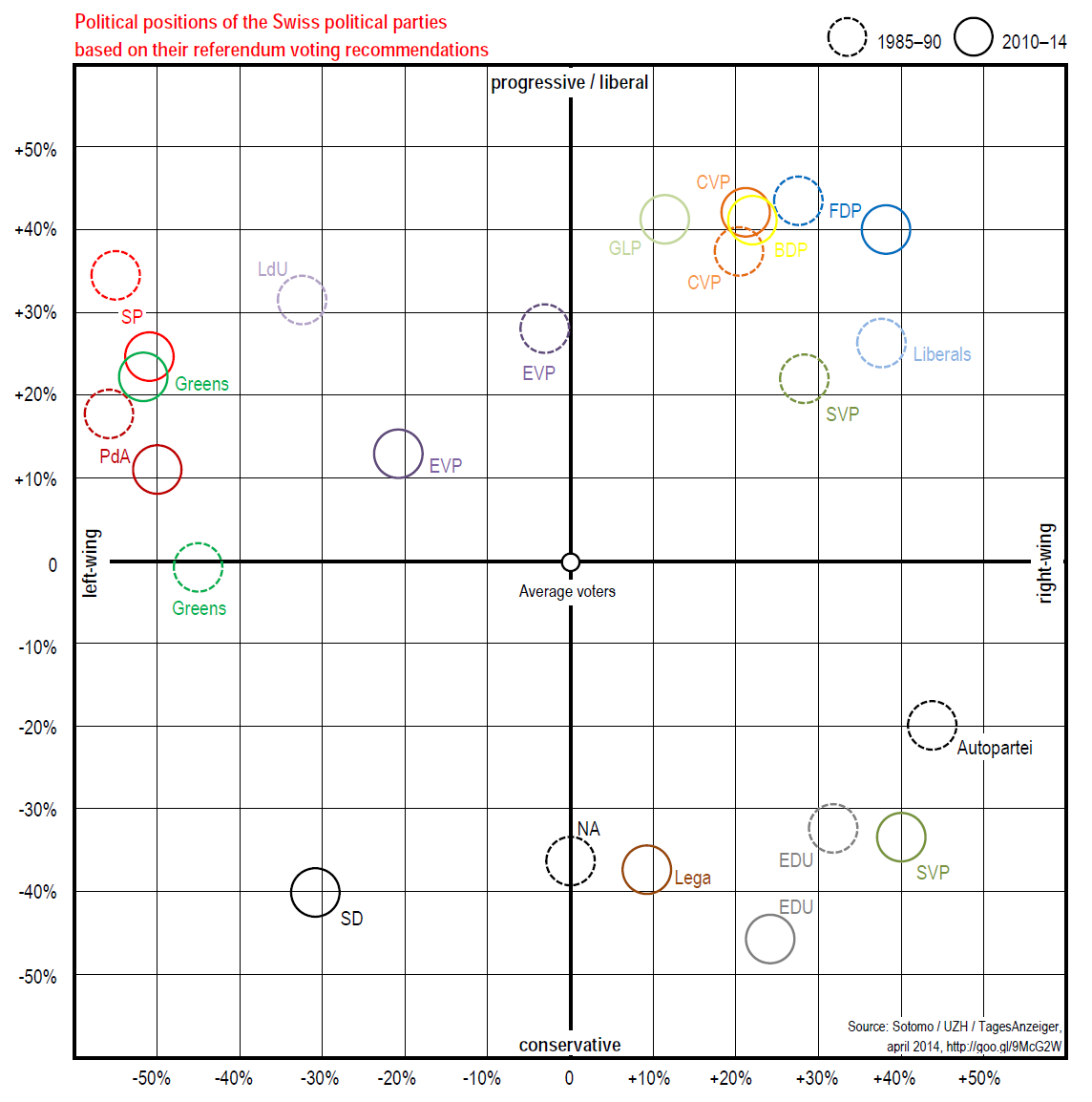
Posições políticas dos partidos políticos suíços com base em suas recomendações de voto do referendo, 1985-90 e 2010-14

Partidos políticos da Suíça lista os partidos políticos da Suíça. A Suíça é uma república democrática na forma de uma confederação, dotada de um sistema pluripartidário. Desde 1959, os quatro partidos majoritários estão representados no Conselho Federal de acordo com a "fórmula mágica", proporcional à sua representação no Parlamento federal: dois do Partido Popular da Suíça (SVP/UDC), dois social-democratas (SPS/PSS), dois liberais radicais (FDP/PRD) e um democratas cristãos (CVP/PDC). Esta distribuição tradicional dos assentos, entretanto, não é sustentada por nenhuma lei, e nas eleições de 2003 para o Conselho Federal o CVP/PDC perdeu seu segundo assento para o SVP/UDC, que se tornou o maior partido do país.

## Partidos políticos

### Com representação nos parlamentos federal e cantonais
Para obter informações mais detalhadas sobre as posições políticas de alguns dos partidos listadas abaixo, consulte aqui:
Os seguintes partidos estão representados na Assembleia Federal ou nos parlamentos cantonais:
| Nome | Nome | Nome                                  |                      | Líder              | Ideologia | Espectro                    | Conselho Federal | Assembleia Federal | Assembleia Federal   | Cantões                | Cantões             | Comunas               | Comunas       |
| Nome | Nome | Nome                                  | Conselho dos Estados | Líder              | Ideologia | Espectro                    | Conselho Federal | Conselho Nacional  | Executivos cantonais | Legislaturas cantonais | Executivos comunais | Legislaturas comunais |               |
| ---- | --- | ------------------------------------- | -------------------- | ------------------ | --- | --------------------------- | ---------------- | ------------------ | -------------------- | ---------------------- | ------------------- | --------------------- | ------------- |
|      | Partido Popular Suíço em alemão: Schweizerische Volkspartei em francês: Union démocratique du centre em italiano: Unione Democratica di Centro em romanche: Partida Populara Svizra                                               | SVP UDC                               |                      | Albert Rösti       | Nacionalismo suíço, Conservadorismo, Agrarianismo, Liberalismo económico, Eurocepticismo, Isolacionismo, Populismo | Direita a Extrema-direita   | 2 / 7            | 6 / 46             | 53 / 200             | 25 / 154               | 539 / 2 609         | 151 / 1 146           | 824 / 5 403   |
|      | Partido Social Democrata da Suíça em alemão: Sozialdemokratische Partei der Schweiz em francês: Parti socialiste suisse em italiano: Partito Socialista Svizzero em romanche: Partida Socialdemocrata de la Svizra                | SPS PSS                               |                      | Christian Levrat   | Social-democracia, Socialismo democrático, Europeísmo                                                              | Centro-esquerda e Esquerda  | 2 / 7            | 9 / 46             | 39 / 200             | 31 / 154               | 474 / 2 609         | 230 / 1 146           | 1 215 / 5 403 |
|      | Partido Liberal Radical da Suíça em alemão: FDP.Die Liberalen em francês: PLR.Les Libéraux-Radicaux em italiano: PLR.I Liberali em romanche: PLD.Ils Liberals                                                                     | FDP PLR                               |                      | Petra Gössi        | Liberalismo, Radicalismo, Liberalismo social, Liberalismo económico, Neoliberalismo, Pro-europeísmo                | Centro-direita              | 2 / 7            | 12 / 46            | 29 / 200             | 38 / 154               | 544 / 2 609         | 328 / 1 146           | 1 310 / 5 403 |
|      | Os Verdes em alemão: Grüne Partei der Schweiz em francês: Les verts – Parti écologiste suisse em italiano: I Verdi – Partito ecologista svizzero em romanche: La Verda – Partida ecologica svizra                                 | GPS PES                               |                      | Balthasar Glättli  | Política verde, Progressismo, Pro-europeísmo                                                                       | Esquerda                    | 0 / 7            | 5 / 46             | 28 / 200             | 7 / 154                | 225 / 2 609         | 54 / 1 146            | 471 / 5 403   |
|      | Partido Democrata Cristão em alemão: Christlichdemokratische Volkspartei der Schweiz em francês: Parti Démocrate-Chrétien em italiano: Partito Popolare Democratico Svizzero em romanche: Partida Cristiandemocratica             | CVP PDC                               |                      | Gerhard Pfister    | Democracia cristã, Centrismo, Conservadorismo, Pro-europeísmo                                                      | Centro a Centro-direita     | 1 / 7            | 13 / 46            | 25 / 200             | 37 / 154               | 411 / 2 609         | 194 / 1 146           | 530 / 5 403   |
|      | Partido Verde Liberal da Suíça em alemão: Grünliberale Partei der Schweiz em francês: Parti vert'libéral em italiano: Partito Verde-Liberale em romanche: Partida Verda-Liberala                                                  | GLP PVL                               |                      | Jürg Grossen       | Centrismo, Liberalismo verde, Liberalismo económico, Pro-europeísmo                                                | Centro                      | 0 / 7            | 0 / 46             | 16 / 200             | 0 / 154                | 105 / 2 609         | 21 / 1 146            | 162 / 5 403   |
|      | Partido Burguês Democrático em alemão: Bürgerlich-Demokratische Partei Schweiz em francês: Parti Bourgeois Démocratique Suisse em italiano: Partito Borghese Democratico Svizzero em romanche: Partida Burgais Democratica Svizra | BDP PBD                               |                      | Martin Landolt     | Conservadorismo, Conservadorismo fiscal, Liberalismo                                                               | Centro a Centro-direita     | 0 / 7            | 0 / 46             | 3 / 200              | 3 / 154                | 50 / 2 609          | 7 / 1 146             | 84 / 5 403    |
|      | Partido Evangélico Suíço em alemão: Evangelische Volkspartei der Schweiz em francês: Parti Evangelique Suisse em italiano: Partito Evangelico Svizzero em romanche: Partida evangelica da la Svizra                               | EVP PEV                               |                      | Marianne Streiff   | Democracia cristã, Conservadorismo social, Europeísmo                                                              | Centro a Centro-esquerda    | 0 / 7            | 0 / 46             | 3 / 200              | 0 / 154                | 41 / 2 609          | 23 / 1 146            | 123 / 5 403   |
|      | Partido Suiço do Trabalho em alemão: Partei der Arbeit der Schweiz em francês: Parti Suisse du Travail - Parti Ouvrier et Populaire em italiano: Partito Comunista em romanche: Partida svizra da la lavur                        | PdA PST                               |                      | Gavriel Pinson     | Socialismo, Comunismo, Marxismo                                                                                    | Esquerda a Extrema-esquerda | 0 / 7            | 0 / 46             | 1 / 200              | 0 / 154                | 12 / 2 609          | 7 / 1 146             | 48 / 5 403    |
|      | Solidariedade em francês: SolidaritéS | Solidariedade em francês: SolidaritéS |                      | Liderança coletiva | Comunismo, Marxismo-Leninismo, Trotskismo, Anticapitalismo, Internacionalismo                                      | Extrema-esquerda            | 0 / 7            | 0 / 46             | 1 / 200              | 0 / 154                | 10 / 2 609          | 1 / 1 146             | 13 / 5 403    |
|      | União Democrática Federal em alemão: Eidgenössisch-Demokratische Union em francês: Union démocratique fédérale em italiano: Unione Democratica Federale em romanche: Uniun Democrata Federala                                     | EDU UDF                               |                      | Hans Moser         | Fundamentalismo cristão, Direita cristã, Populismo de direita, Conservadorismo nacional, Euroceticismo             | Direita                     | 0 / 7            | 0 / 46             | 1 / 200              | 0 / 154                | 18 / 2 609          | 2 / 1 146             | 22 / 5 403    |
|      | Liga de Ticino em italiano: Lega dei Ticinesi | Lega                                  |                      | Giuliano Bignasca  | Populismo, Euroceticismo, Conservadorismo nacional, Isolacionismo, Populismo de direita                            | Direita                     | 0 / 7            | 0 / 46             | 1 / 200              | 2 / 154                | 18 / 2 609          | 6 / 1 146             | 47 / 5 403    |

### Sem representação nos parlamentos federal e cantonais
| Nome | Nome                                                                           | Nome   |                      | Líder              | Ideologia                                              | Espectro        | Conselho Federal | Assembleia Federal | Assembleia Federal   | Cantões                | Cantões             | Comunas               | Comunas    |
| Nome | Nome                                                                           | Nome   | Conselho dos Estados | Líder              | Ideologia                                              | Espectro        | Conselho Federal | Conselho Nacional  | Executivos cantonais | Legislaturas cantonais | Executivos comunais | Legislaturas comunais |            |
| ---- | ------------------------------------------------------------------------------ | ------ | -------------------- | ------------------ | ------------------------------------------------------ | --------------- | ---------------- | ------------------ | -------------------- | ---------------------- | ------------------- | --------------------- | ---------- |
|      | Partido Cristão Social de Obwald em alemão: Christlichesolzial Partei Obwalden | CSP OW |                      | Sepp Stalder       | Esquerda cristã, Social democracia, Socialismo cristão | Centro-esquerda | 0 / 7            | 0 / 46             | 0 / 200              | 1 / 154                | 8 / 2 609           | 6 / 1 146             | 1 / 5 403  |
|      | Movimento dos Cidadãos de Genebra em francês: Mouvement citoyens genevois      | MCG    |                      | Francisco Valentin | Conservadorismo nacional, Regionalismo, Populismo      | Direita         | 0 / 7            | 0 / 46             | 0 / 200              | 1 / 154                | 11 / 2 609          | 0 / 1 146             | 50 / 5 403 |